# Ingeniería en automatización y control industrial

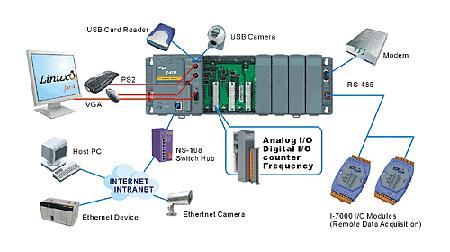
Red de Comunicación Industrial.

La Ingeniería en Automatización y Control Industrial es una rama de la ingeniería de sistemas que aplica la integración de tecnologías de vanguardia que son utilizadas en el campo de la automatización y el control automático industrial, las cuales son complementadas con disciplinas paralelas al área, tales como: los sistemas de control y supervisión de datos, la instrumentación industrial, el control de procesos y las redes de comunicación industrial etc.

## Objetivos
Dentro de las metas que enmarcan esta disciplina  se les se destacan :
- Generar proyectos de automatización y control industrial, en los cuales se maximicen los estándares de productividad y se preserve la integridad de las personas quienes los operan.
- Procurar la manutención y optimización  de los procesos que utilicen tecnologías de automatización.
- Planificar y coordinar el mantenimiento de una planta de procesos.
- Evaluar la factibilidad técnica y económica de integración de sistemas automatizados.

## Características

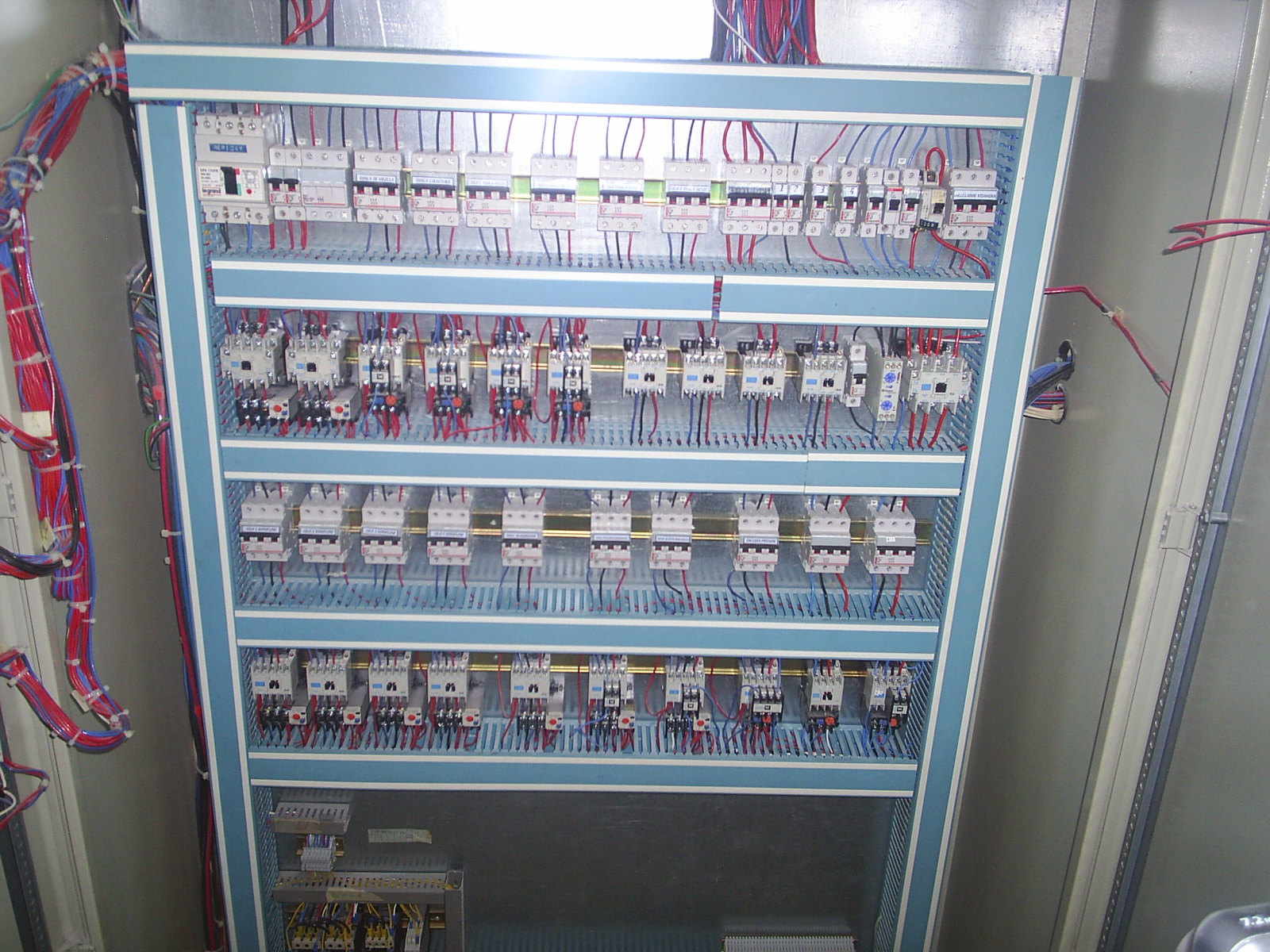
Gabinete compuesto por contactores y relés.

Los estudios aplicados en esta carrera son un compendio de conocimientos de ingeniería, ya que se fundamenta en una sólida formación en Matemáticas, Física, Química, Neumática e Hidráulica, Mecánica, Robótica, Electricidad y Electrónica las cuales brindan posteriormente una base para adquirir conocimientos sobre sistemas de control, instrumentación, control de procesos, sistemas digitales y programación entre otras áreas ligadas al control automático.
Posteriormente, se analizan las diferentes técnicas de control industrial que existen hoy en día, mediante Controladores Lógicos Programables (PLC), en conjunto con Actuadores, Contactores, Relés y Válvulas de Control  entre otros instrumentos, para lograr una optimización en los procesos industriales.

## Campo de aplicación
La Ingeniería en Automatización y Control Industrial es una carrera que cada día presenta mayor demanda en el ámbito industrial, debido al rápido avance tecnológico que presentan los procesos de producción que tienen las empresas, lo cual requiere de profesionales altamente capacitados en el área.
Entre las áreas donde se desarrolla esta disciplina se destacan sectores industriales en rubros como la minería, celulosa, petroleras, petroquímicas, energía eléctrica, metalmecánica, automotriz, textil, alimentos, integración ingenieril entre otras que requieran de una optimización en su sistema de producción.